# Кубок Лихтенштейна по футболу 2015/2016
Кубок Лихтенштейна 2015/16 — семьдесят первый сезон ежегодного футбольного соревнования в Лихтенштейне. Победитель кубка квалифицируется в квалификационный раунд Лиги Европы УЕФА 2016/17.

## Первый раунд
Матчи первого раунда прошли 25—26 августа 2015 года.
| Команда        | счёт | Команда        |
| -------------- | ---- | -------------- |
| Тризенн II     | 1:3  | Бальцерс II    |
| Бальцерс III   | 0:6  | Шан            |
| Тризенберг II  | 0:5  | Эшен-Маурен II |
| Тризен         | 1:4  | Бальцерс       |
| Шан II Аццурри | 0:3  | Руггелль       |

## Второй раунд
К пяти победителям первого раунда добавились «Эшен-Маурен III», «Руггелль II» и «Шан III». Матчи состоялись 15, 16 и 30 сентября 2015 года.
| Команда         | счёт           | Команда        |
| --------------- | -------------- | -------------- |
| Руггелль II     | 3:0            | Эшен-Маурен II |
| Шан             | 4:2 (в д. вр.) | Бальцерс       |
| Эшен-Маурен III | 1:4            | Бальцерс II    |
| Шан III         | 0:3            | Руггелль       |

## 1/4 финала
В четвертьфиналах к четырём победителям второго раунда добавились полуфиналисты предыдущего розыгрыша кубка: команды «Вадуц», «Эшен-Маурен», «Вадуц II (до 23)» и «Тризенберг». Матчи состоялись 27 октября, 3 и 4 ноября 2015 года.
| Команда     | счёт           | Команда          |
| ----------- | -------------- | ---------------- |
| Руггелль II | 0:6            | Эшен-Маурен      |
| Бальцерс II | 1:0            | Вадуц II (до 23) |
| Руггелль    | 0:4            | Вадуц            |
| Шан         | 3:2 (в д. вр.) | Тризенберг       |

## 1/2 финала
Полуфинальные матчи пройдут 5 и 6 апреля 2016 года.
| Команда     | счёт           | Команда |
| ----------- | -------------- | ------- |
| Эшен-Маурен | 1:2            | Вадуц   |
| Бальцерс II | 2:2 (пен. 3:5) | Шан     |

## Финал
Финальный матч состоялся 4 мая 2016 года.
| Вадуц | 11:0 | Шан |
| --- | ---- | --- |
| Кабальеро 11′, 13′, 45′, 78′ · Авдижай 20′ · Боргман 30′ · Мессауд 43′ · Суттер 68′, 85′ · Шюрпф 81′ · Хаслер 90′ |      |     |